# Nate Green
Nate Green (* 2. Dezember 1977 in Des Moines, Iowa) ist ein US-amerikanischer Schiedsrichter im Basketball, der seit dem Jahr 2018 in der NBA tätig ist. Er trägt die Uniform mit der Nummer 65.

## Karriere

### College-Basketball
Vor dem Einstieg in die NBA arbeitete er sechs Jahre als College-Basketballschiedsrichter in der Atlantic Coast Conference, Atlantic 10 Conference, Southeastern Conference und der American Athletic Conference.

### National Basketball Association
Green begann im Jahr 2018 seine NBA-Schiedsrichterlaufbahn beim Spiel der Boston Celtics gegen die New York Knicks.
Zuvor war er zwei Jahre als Schiedsrichter in der NBA G-League tätig.